# Довгенська сільська рада
До́вгенська сільська́ ра́да — адміністративно-територіальна одиниця та орган місцевого самоврядування в Теребовлянському районі Тернопільської області. Адміністративний центр — село Довге.

## Загальні відомості
- Довгенська сільська рада утворена в 1939 році.
- Територія ради: 3,402 км²
- Населення ради: 691 особа (станом на 2001 рік)
- Територією ради протікає річка Серет.

## Населені пункти
Сільській раді були підпорядковані населені пункти:
- с. Довге
- с. Деренівка

## Склад ради
Рада складалася з 16 депутатів та голови.
- Голова ради: Онишко Василь Михайлович
- Секретар ради: Куцло Галина Михайлівна

### Керівний склад попередніх скликань
| Прізвище, ім'я, по батькові | Основні відомості                                                 | Дата обрання | Дата звільнення |
| --------------------------- | ----------------------------------------------------------------- | ------------ | --------------- |
| Онишко Василь Михайлович    | Сільський голова, 1957 року народження, освіта вища, безпартійний | 26.03.2006   | 31.10.2010      |
| Онишко Василь Михайлович    | Сільський голова, 1957 року народження, освіта вища, безпартійний | 31.10.2010   |                 |

Примітка: таблиця складена за даними сайту Верховної Ради України

### Депутати
За результатами місцевих виборів 2010 року депутатами ради стали:

#### За суб'єктами висування
| Суб'єкт висування | Кількість обраних депутатів | %   |
| ----------------- | --------------------------- | --- |
| Самовисування     | 16                          | 100 |

#### За округами
| № округу | Прізвище, ім'я, по батькові      | Дата визнання обраним | Освіта             | Партійна приналежність           | Відомості про обраного депутата                           |
| -------- | -------------------------------- | --------------------- | ------------------ | -------------------------------- | --------------------------------------------------------- |
| 1        | Дубівка Марія Ярославівна        | 01.11.2010            | вища               | позапартійна                     | Довгенська загальноосвітня школа І-ІІ ст., вчитель        |
| 2        | Наболотна Віра Василівна         | 01.11.2010            | середня спеціальна | позапартійна                     | тимчасово не працює                                       |
| 3        | Товпига Михайло Васильович       | 01.11.2010            | середня спеціальна | позапартійний                    | тимчасово не працює                                       |
| 4        | Перхалюк Наталія Володимирівна   | 01.11.2010            | вища               | позапартійна                     | Довгенська загальноосвітня школа І-ІІ ст., вчитель        |
| 5        | Козак Ігор Романович             | 01.11.2010            | середня спеціальна | позапартійний                    | ТОВ «Хоростківський цукровий завод», різно-робочий        |
| 6        | Товпига Надія Євстахіївна        | 01.11.2010            | вища               | позапартійна                     | ТСК «Громадське харчування», головний бухгалтер           |
| 7        | Майорський Богдан Романович      | 01.11.2010            | незакінчена вища   | позапартійний                    | ТДТУ ім. І.Пулюя, студент                                 |
| 8        | Чайковський Мирослав Ярославович | 01.11.2010            | середня спеціальна | позапартійний                    | Буданівське лісництво, лісник                             |
| 9        | Шкоропад Микола Мирославович     | 01.11.2010            | вища               | позапартійний                    | тимчасово не працює                                       |
| 10       | Шиманський Роман Васильович      | 01.11.2010            | вища               | позапартійний                    | ТОВ «Хоростківський цукровий завод», оператор             |
| 11       | Григор Тарас Михайлович          | 01.11.2010            | середня спеціальна | член Української Народної Партії | Будинок культури с. Деренівка, завідувач                  |
| 12       | Поздик Іван Дмитрович            | 01.11.2010            | середня спеціальна | позапартійний                    | СВАТ «Мшанецький буряконасіневе господарство», інструктор |
| 13       | Поровський Володимир Тарасович   | 01.11.2010            | середня спеціальна | позапартійний                    | тимчасово не працює                                       |
| 14       | Поровський Ігор Тарасович        | 01.11.2010            | вища               | позапартійний                    | тимчасово не працює                                       |
| 15       | Сердечний Степан Мирославович    | 01.11.2010            | середня спеціальна | позапартійний                    | тимчасово не працює                                       |
| 16       | Куцло Галина Михайлівна          | 01.11.2010            | середня спеціальна | позапартійна                     | Довгенська сільська рада, секретар                        |